# Маскування (військова справа)

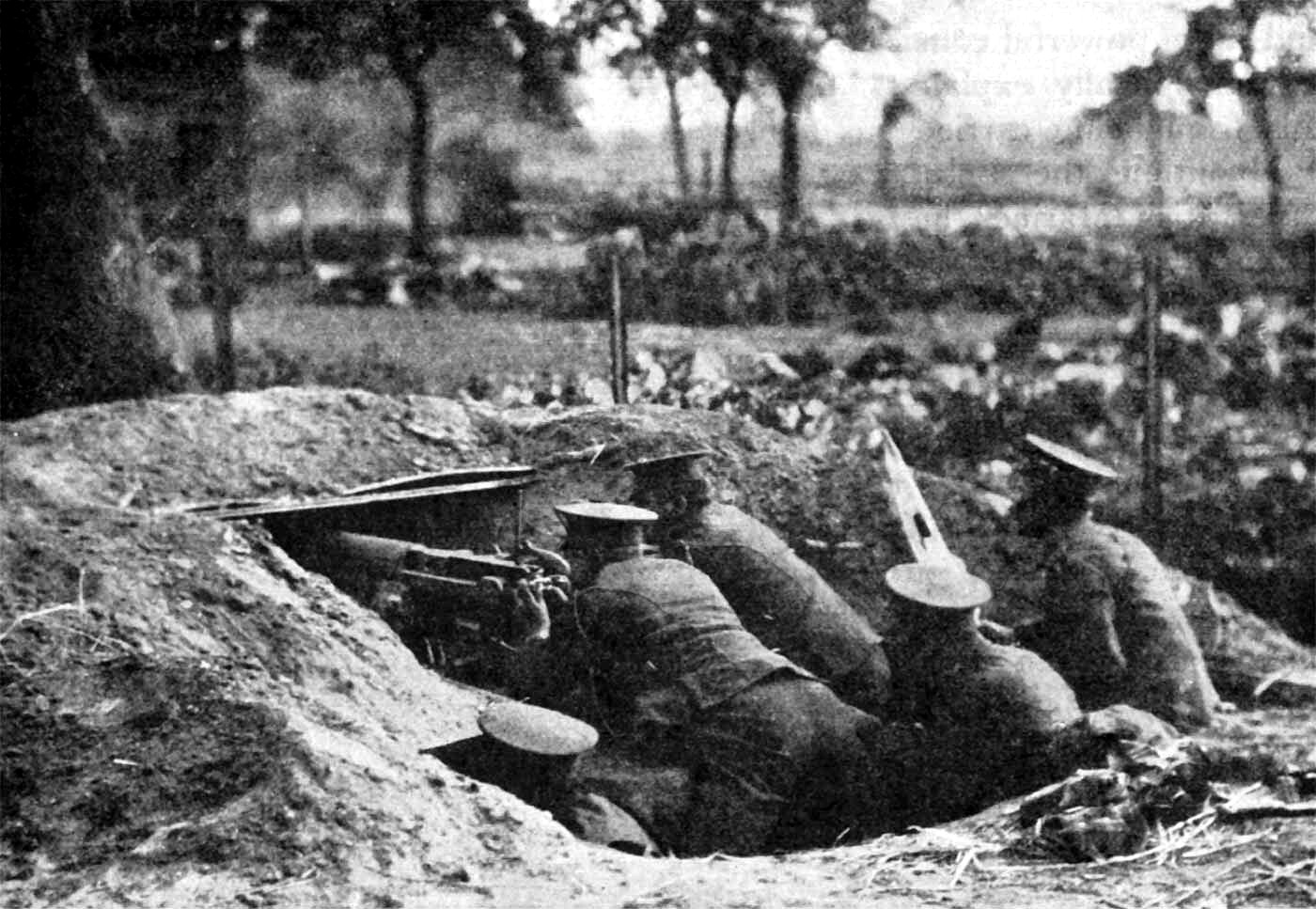
Маскування позиції кулемета «Віккерс». 1915

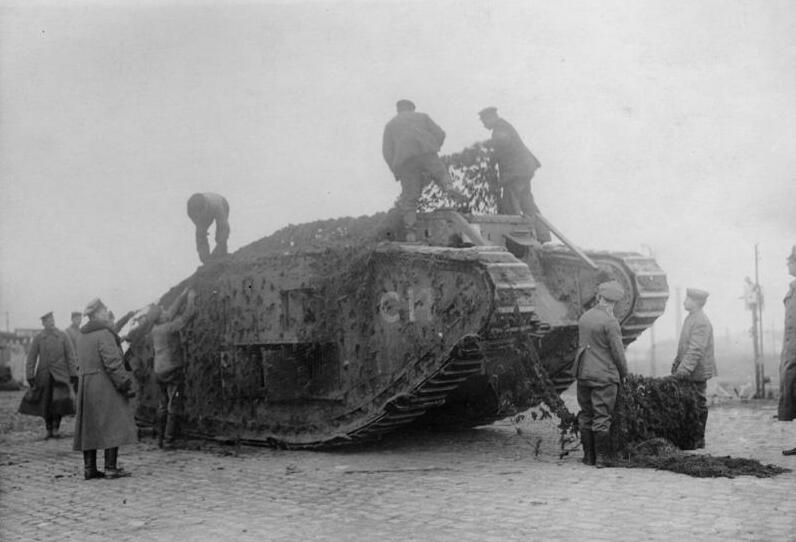
Маскування танка в 1917. Техніка ховалася маскувальними сітками

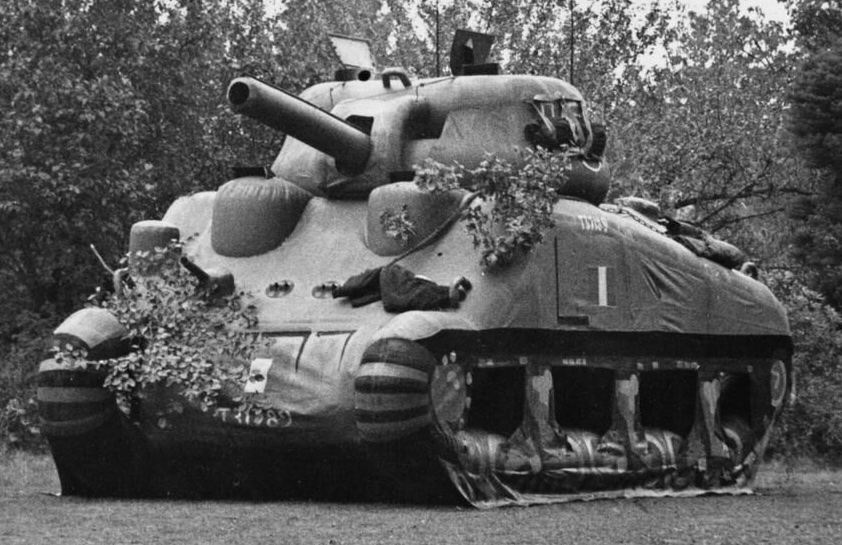
Надувний танк М4 «Шерман», який повинен був вводити німецьких розвідників в оману щодо розташування сил союзників

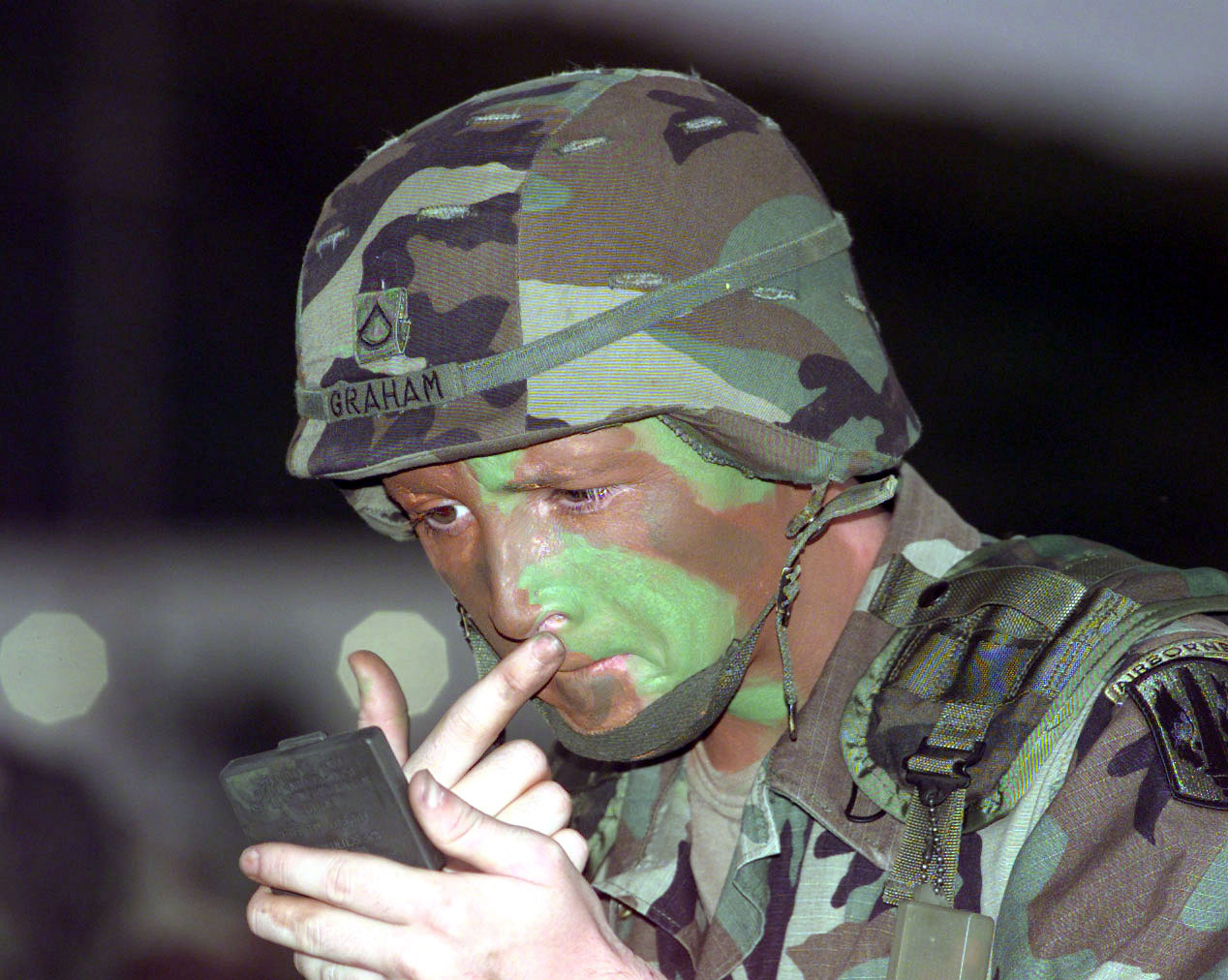
Військовий камуфляж

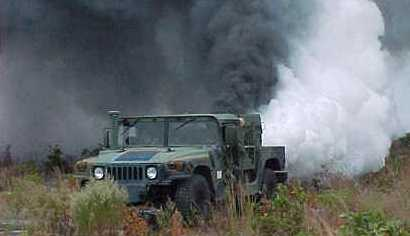
Димова завіса у виконанні американських військових

Маскування — у військовій справі — вид бойового забезпечення, що організовується та здійснюється у воєнний та мирний час з метою приховування від противника складу сил власних військ і введення його в оману стосовно власних намірів та розташування своїх військ, споруд, вогневих позицій тощо.
Українське законодавство надає наступне визначення: «Оперативне маскування» — комплекс об'єднаних єдиним задумом організаційно-технічних заходів штабів, військ (сил), військових об'єктів, спрямованих на вирішення завдань щодо досягнення прихованості та введення противника (іноземних розвідок) в оману відносно складу, положення, стану угруповань своїх військ (сил), задуму майбутніх дій та приховування діяльності військ (сил) з метою забезпечення успіху підготовки та ведення операцій (бойових дій), примусивши противника прийняти помилкове рішення, досягнувши раптовості дій військ (сил) та підвищивши їх живучість. Воно включає приховування діяльності військ (сил) і введення противника в оману відносно цієї діяльності".

## Історія
Маскування попри свою простоту є важливим інструментом військової тактики і одним з головних різновидів бойового забезпечення. Винахід бездимного пороху значною мірою полегшив завдання маскування, тому-що пороховий дим неминуче виказував противнику розташування військ і вказував ціль, по якій треба вести стріляння. 
З поширенням скорострільних гвинтівок у другій половині XIX століття традиційна практика пересування військ по фронту щільними групами або зімкненими рядами у спорядженні, зробленому для зручності спостереження з яскравого сукна вийшла з практики. З поширенням кулеметів і мінометів, які включають прямі легко замаскованості та в змозі зупинити просування ворога, втрати серед атакуючих військ стали настільки високі, що під час Першої світової війни бойові дії перейшли в стадію окопної війни, коли просування військ з фронту було можливо тільки з величезними втратами для наступаючих. Розвідка з повітря також змусила всі воюючі сторони акуратно маскувати артилерійські батареї і тилові військові установки. Також для відволікання уваги супротивника від головних сил артилерії стали застосовувати різноманітні демонстрації, помилкові позиції та інше для розпилення його контрбатарейного вогню. Але й зі свого боку стало необхідно вміти розпізнавати аналогічні заходи, що вживаються противником.

## Камуфляж
Військовий камуфляж — камуфляж, який використовується військовими для захисту свого особового складу та техніки від виявлення супротивником. На практиці це означає маскування матеріалами або кольорами будь-якої військової техніки, зокрема транспортних засобів, кораблів, літаків, гарматних позицій та військових одностроїв, або щоб ускладнити їх візуальне виявлення (захисне забарвлення), або щоб воно виглядало як щось інше (мімікрія).
Зір є основним почуттям орієнтації в людей, і основна функція камуфляжу полягає в тому, щоб ввести в оману людське око. Камуфляж працює за допомогою приховування — чи то шляхом деформації контурів та  контрзатінення (запобігання природному процесу затінення), мімікрії чи, можливо, засліплення. У сучасній війні деякі форми камуфляжу, наприклад фарби для обличчя, також забезпечують приховування від інфрачервоних датчиків, тоді як тканина камуфляжа CADPAT додатково допомагає приховувати від радарів.
Французьке сленгове слово «камуфляж» увійшло в загальний вжиток під час Першої світової війни, коли концепція візуального обману стала невід'ємною частиною сучасної військової тактики. У тій війні, для збільшення відстані ведення прицільного вогню, можливості далекобійної артилерії поєднувалась з спостереженнями з повітря, а камуфляж широко використовувався, щоб зменшити небезпеку потрапити в ціль або забезпечити несподіваність нападу. Основне завдання військового камуфляжу — ввести противника в оману щодо присутності, положення та намірів військових формувань. Методи камуфляжу включають приховування, маскування та муляжі, що застосовуються до військ, транспортних засобів і позицій. Таким чином, військовий камуфляж є формою військового обману на додаток до виконання таких социальних функцій, як політична ідентифікація «свій-чужий».
Камуфляж для військового обладнання та позицій активно розроблявся та використовувався з 1915 року французами, а невдовзі й іншими арміями під час Першої світової війни. В обох світових війнах до розробки військового камуфляжа залучали художників. Під час Першої світової війни активно розроблявся також корабельний камуфляж, але після виникнення радарів, корабельному камуфляжу приділялося менше уваги. Літаки, особливо під час Другої світової війни, часто розфарбовувалось різними кольорами зверху та знизу, щоб замаскувати їх на фоні землі та неба відповідно. Деякі форми камуфляжу мають властивості мультимасштабного камуфляжу, призначеного для деформації контурів військової техніки та солдат одночасно на різних відстанях, як правило, це цифрові або піксельні камуфляжні візерунки.

Поширення на початку XXI століття більш досконалих датчиків та сенсорів, призвело до розробки сучасного багатоспектрального камуфляжу, який дозволяє приховувати військові об'єкти не лише у видимому світлі, але й у ближньому інфрачервоному, короткохвильовому інфрачервоному, радарному, ультрафіолетовому та тепловізорах. SAAB почала пропонувати мультиспектральну систему індивідуального камуфляжу, відому як тактичний костюм для спеціальних операцій (SOTACS), ще в 2005 році.

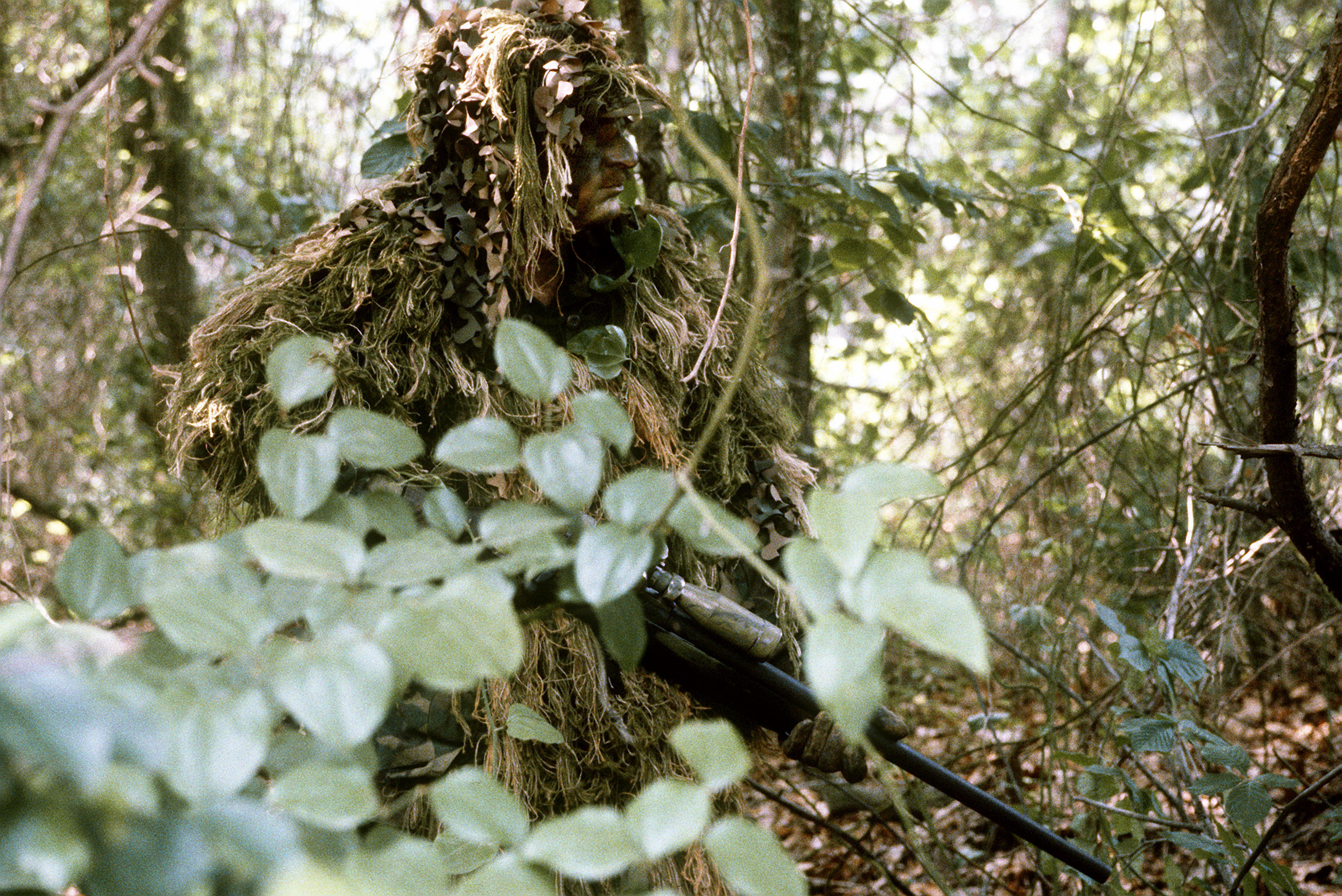
Снайпер у костюмі Ghillie

## Звукове маскування
При веденні противником контрбатарейного вогню звукове маскування грає важливішу за зорову роль для введення противника в оману стосовно дійсної дислокації вогневих батарей. Під час Другої світової війни широке поширення одержав спосіб звукового маскування місцеперебування батареї. Для цього використовувалися вибухові пакети, що імітують звук пострілу артилерії. Зокрема, цей метод використовувався для того, щоб викликати контрбатарейний вогонь на місце розташування вибухових пакетів, і тим самим розкрити положення батареї противника. Також були спроби створити імітатори розриву снарядів (для того, щоб пости звукової розвідки противника видавали неправильні поправки). Якщо перший метод став широко застосовним, то другий не виправдав покладених на нього надій, і в наш час майже не застосовується.

## Історичні приклади

### Битва при Камбре
Під час битви при Камбре в 1917 року величезне значення при підготовці до операції мала маскування і секретність оскільки за планом британського командування наступ у Камбре повинно було застати німецьке командування зненацька. Танки підвозилися на фронт у вечірній час, далі рухалися своїм ходом до лінії фронту. Крім цього англійці постійно вели вогонь з кулеметів і мінометів, щоб заглушити ревіння танкових двигунів. Всі ці заходи маскування в підсумку принесли свої плоди. Німецьке командування нічого не підозрювало про підготовку наступу, навіть попри те, що незадовго до початку операції двоє полонених солдатів британської армії на допиті вказали точну дату початку наступу у Камбре — 20 листопада.

## Маскування та захист від високоточної зброї
Високоточна зброя (ВТЗ) є ефективнішою, аніж звичайні вогневі засоби. Захист від ВТЗ полягає в «обмані» засобів виявлення і наведення бойових частин ракет.
Для зниження ефективності виявлення наших військ слід розуміти, що розвідка противником здійснюється як оптично (візуально), так і через порівняння радіоконтрастної мапи місцевості. Отже, відповідно, і захист має здійснюватися по таких напрямках:
- Візуальне приховування об'єктів шляхом використання пофарбування під тло місцевості, застосування сіткових масок за кольором відповідної пори року, спотворення форми об'єктів як масками, так і обвалуванням інженерних споруд ґрунтом із його дернуванням, закиданням сіном тощо.
- Спотворення теплової сигнатури для ускладнення ідентифікації об'єкта в ІЧ-діапазоні[9]
- Спотворення радіолокаційної сигнатури об'єкта та створення хибних об'єктів, що сприймалися б як радіоконтрастні цілі. Виконується як організаційними засобами (обмеження часу, потужності роботи на передачу, маневр частотами, застосування антен із вузькими діаграмами спрямованості тощо), так і безпосередньо інженерними засобами: створюються хибні цілі шляхом виставляння кутникових відбивачів, радіоконтрастних масок тощо.
- Створення хибних цілей для відвертання уваги ворога на їх атаку та імітація військової техніки макетами можуть надати перевагу на полі бою.